# 野球の各種記録
野球の各種記録（やきゅうのかくしゅきろく）は、野球に関する記録について論じる。野球は、他のスポーツと比べても、1つのプレーごとにゲームを分けて記録することが容易であるため、多くのスポーツで得点以外には統計が取られなかった19世紀から、有力選手の各種記録が試合結果と同様にファンに楽しみを提供してきた。
各種記録は、野球の誕生直後から統計が取られ続けているものから、セイバーメトリクスなど、後年になって考案された新しいタイプの統計まで様々である。

## 日本における記録
以下は日本プロ野球における公式記録である。これら以外にもスポーツ新聞社や放送局のスポーツ担当部署などが独自に算出したりなどの非公式な記録が数多く存在する。

### 総合記録
打撃、走塁、投手、守備などの出場形態を問わず記録される。一部門しかないため、打撃記録に含むことが多い。
- 試合

### 打撃記録
野球において最も注目を集めるのが打撃記録である。ほとんどが打席毎の打撃結果を記録したものであり、打者の能力を示すものが多い。このほかには単打、長打、本塁打率、得点圏打率、打撃妨害などが一般的である。また、過去には勝利打点が公式記録として採用されたこともあったが、現在では廃止されている。
- 打席
- 打数
- 安打
- 二塁打
- 三塁打
- 本塁打
- 塁打
- 得点（個人記録）
- 得点打（打点）
- 出塁
- 犠打（犠牲バント）
- 犠飛
- 四球
- 故意四球
- 死球
- 三振
- 併殺打
- 打率
- 長打率
- 出塁率

### 走塁記録
出塁後のプレーによって記録されるものである。この他には盗塁成功率が一般的である。項目が少ないため、打撃記録に含むことが多い。
- 得点（個人記録）
- 盗塁
- 盗塁刺（盗塁死）
- 残塁 (LOB)

### 投手記録
主に、試合を通じての成績を記録したものと、打撃記録に対応した打者毎の成績を記録したものがある。前者は勝敗への貢献度に重きがおかれるため、チーム成績如何では能力を適切に評価したものではない。抑え投手の表彰のためにセーブが導入されたのに続き、2005年度より中継ぎ投手の表彰のためにホールドが公式記録として集計されるようになった。投手の勝敗・セーブは勝利チームが没収試合の対象となり0-9の敗戦となった場合、取り消しとなる。
- 試合（登板）
- 投球回
- 完投
- 試合当初（当初）
- 交代完了（完了）
- 補回試合（補回）
- 無失点勝利（完封）
- 無四球試合
- 勝利
- 敗戦
- 引分
- 勝率
- セーブ
- ホールド
- ホールドポイント
- 打者（対打者）
- 打数（対打数）
- 安打（被安打）
- 本塁打（被本塁打）
- 犠打（被犠打）
- 犠飛（被犠飛）
- 四球（与四球）
- 故意四球（敬遠与四球）
- 死球（与死球）
- 三振（奪三振）
- ボーク
- 暴投
- 失点
- 失点率（英語版）
- 自責点
- 防御率

### 守備記録
守備位置ごとに記録するが、NPBでは外野手に限り左翼・中堅・右翼を同一とみなして集計する。MLBではLF/CF/RFを別個に扱う。野球の記録において、最も整備されていない分野である。
古典的指標として守備率と盗塁阻止率が用いられてきた。しかし、守備率は消極的な守備であっても良くなってしまう欠陥を抱えるため、野球用具の発達・グラウンドの改善によって失策数の減った現在では守備率のみで個人の守備力を評価するのは難しい。また、セイバーメトリクスからは守備機会の差や、アウトの損得・得失点の創出を意味しない問題が指摘される。補殺、刺殺で評価するのが簡便であるが、前述の問題からチームの総アウトで除したRF (レンジファクター) ・RRF (レラティブ・レンジファクター)が考案された。また、近年では打球の詳細なデータが得られるようになり、定量的かつ効果的な記録としてUZRが用いられる。
NPBでは守備イニングが公式に発表されていないという問題がある。とくに、UZRが算出されていない過去の選手について守備指標を推定するとき、この問題が顕著になる。そこで、守備指標を簡便かつ効果的に推定するため、攻撃時の交代・代打・代走の記録から守備イニングを推定する手法が提案されたことがあった。
- 試合（守備試合）
- 刺殺
- 補殺
- 失策
- 併殺
- 三重殺
- 捕逸
- 守備機会
- 守備率
- 盗塁阻止率

### 妨害
- 打撃妨害
- 走塁妨害
- 守備妨害

### 表彰関連
プロ野球における表彰は、記録によるものと投票によるものがある。公式な記録によるものは上記のとおりであるから、投票によるものと非公式な記録によるものを記載する。ただし、ゴールデングラブ賞などの特別賞は除く。
- 最優秀選手(MVP)
- 最優秀新人（新人王）
- ベストナイン
- 最優秀投手
- 最優秀中継ぎ投手

## セイバーメトリクスで提唱された記録・指標

### 投手記録
- QS、HQS - Quality Start、High Quality Start
- WHIP - Walks plus Hits per Innings Pitched
- FIP
- BABIP
- RSAA
- GB/FB
- ERC
- HldR - （自責点 - 本塁打）/（安打 + 四死球 - 本塁打）で計算され生還を許した失点を表す
- K/BB
- 被安打率
- 被本塁打率
- 奪三振率
- 与四球率
- LOB%
- PAP^3 (pitcher abuse point)

### 打者指標

#### 定性的指標
打席あたりなどの率で表示され、算出や選手間の比較が簡便な一方、実際に打者が貢献した得点数はわからないことが多い。BB%やISOはその打者の性質・タイプを分析するのに役立つ。
- 出塁率 (OBP)
- OPS
- wOBA
- NOI
- GPA
- EqA (equavalent average)
- K%
- BBr
- IsoD
- BB%
- ISO
- TA
- BABIP
- Power–speed number

#### 定量的指標
累積で創出した得点数で表示され、実際に貢献したと推測される得点数・勝利数がわかりやすい一方、算出や選手間の比較に手間がかかる。RC27など、27アウトあたりの得点創出として比較する。RC(2002年バージョン)など、チームの総得点の予測式を応用し、個人の得点貢献を表すように変形した指標もある。Batting Runs・XRは事象ごとの得点期待値を独立して計算する加算モデルであるが、RC・BsRは集中的な攻撃によって得点が増加することを加味した乗算モデルである、という違いがみられる。
- Batting Runs
- XR
- RC
- OXS
- MLV
- BsR（英語版）

### 守備指標
- DER
- Catcher's ERA
- プラス・マイナス・システム
- レンジファクター (RF)
- DRS
- ゾーンレーティング (ZR)
- UZR

### 走塁指標
- UBR
- wSB
- Base Running (走塁指標)
- 赤星式盗塁

### 個人総合指標
- Win Shares
- WAR

### その他・チーム総合指標
- ピタゴラス勝率
- LWTS
- パークファクター
- PITCHf/x
- Stat cast
- PECOTA
- スポーツに関する日本一の一覧